# Petrus Boddeng Timang

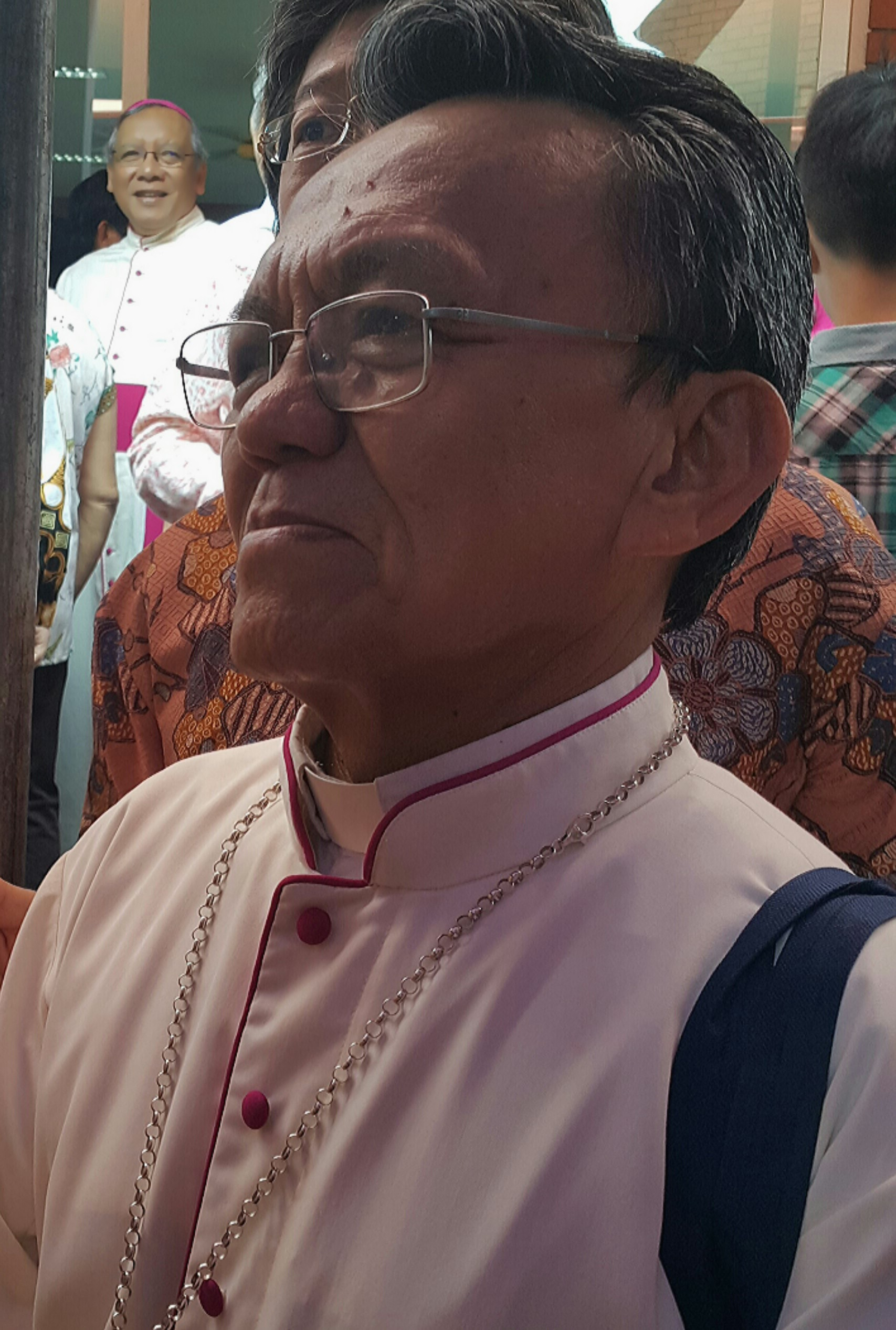
Petrus Boddeng Timang, 2017

Petrus Boddeng Timang (* 7. Juli 1947 in Malakri) ist ein indonesischer Geistlicher und emeritierter römisch-katholischer Bischof von Banjarmasin.

## Leben
Petrus Boddeng Timang empfing am 13. Januar 1974 die Priesterweihe für das Erzbistum Ujung Pandang.
Papst Benedikt XVI. ernannte ihn am 14. Juni 2008 zum Bischof von Banjarmasin. Die Bischofsweihe spendete ihm sein Amtsvorgänger Fransiskus Xaverius Rocharjanta Prajasuta MSF am 26. Oktober desselben Jahres; Mitkonsekratoren waren Johannes Liku Ada’, Erzbischof von Makassar, und Florentinus Sului Hajang Hau MSF, Erzbischof von Samarinda.
Papst Franziskus nahm am 8. Juni 2023 seinen altersbedingten Rücktritt an.